# 千里馬 (朝鮮)

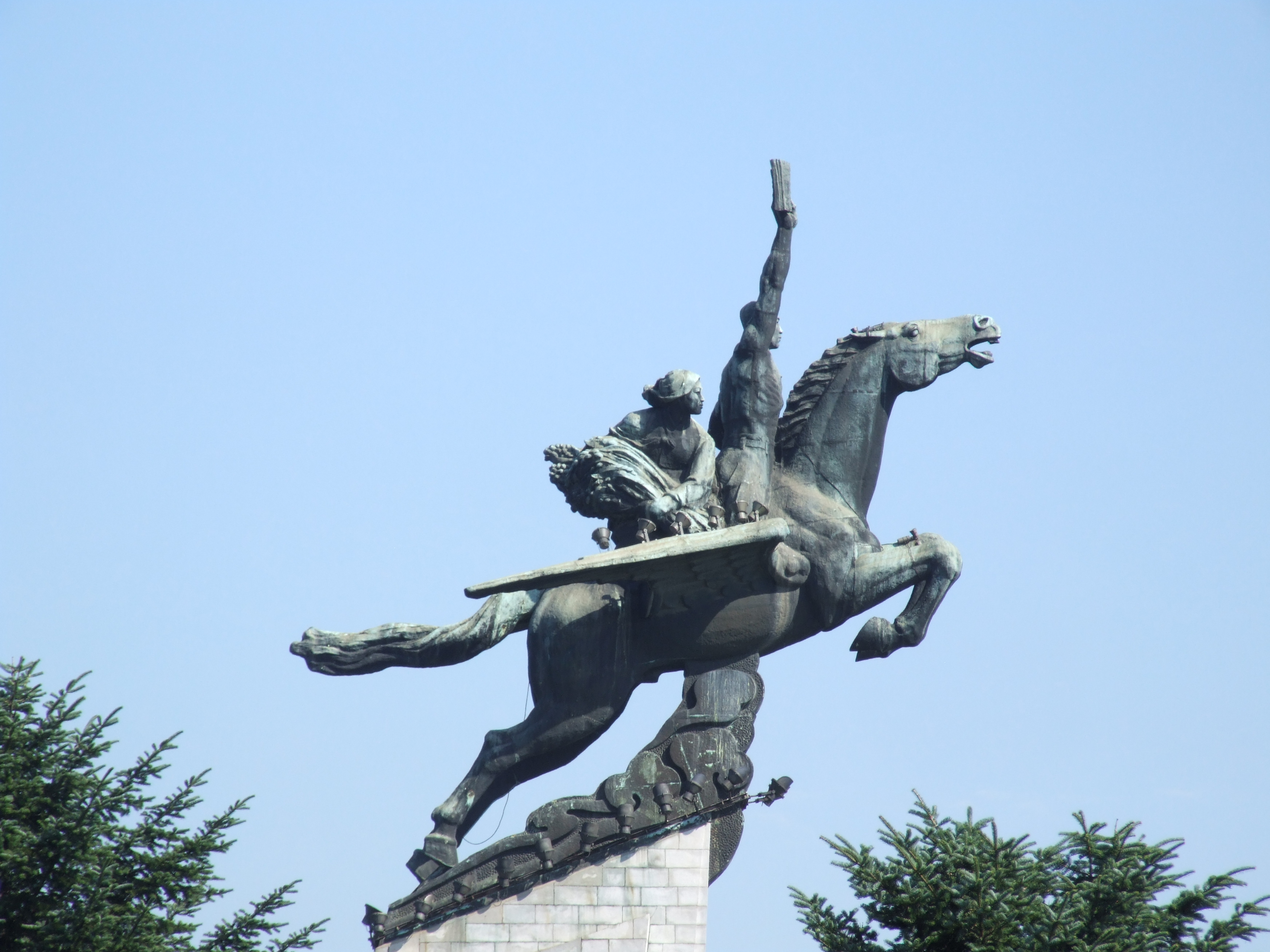
平壤千里馬銅像

千里馬（：／ Chŏllima）是朝鮮神話傳說中的雙翼馬，相傳一日能行千里，類似希臘神話中的珀伽索斯。
1956年，因金日成發動千里馬運動，指示要以千里馬的精神，加快促進朝鮮民主主義人民共和國社會經濟發展。1960年在平壤萬壽臺建立的千里馬銅像，成為朝鮮社會主義建設的象徵。